# 1936年國王陛下退位宣言法令
《1936年國王陛下退位宣言法令》（英語：His Majesty's Declaration of Abdication Act 1936；1 Edw. 8 & 1 Geo. 6 c. 3）是一條英國國會法令，批准英國國王爱德华八世退位及由其胞弟约克公爵阿尔伯特繼位，又完全排除愛德華的子嗣繼承王位的可能性。

## 背景及過程

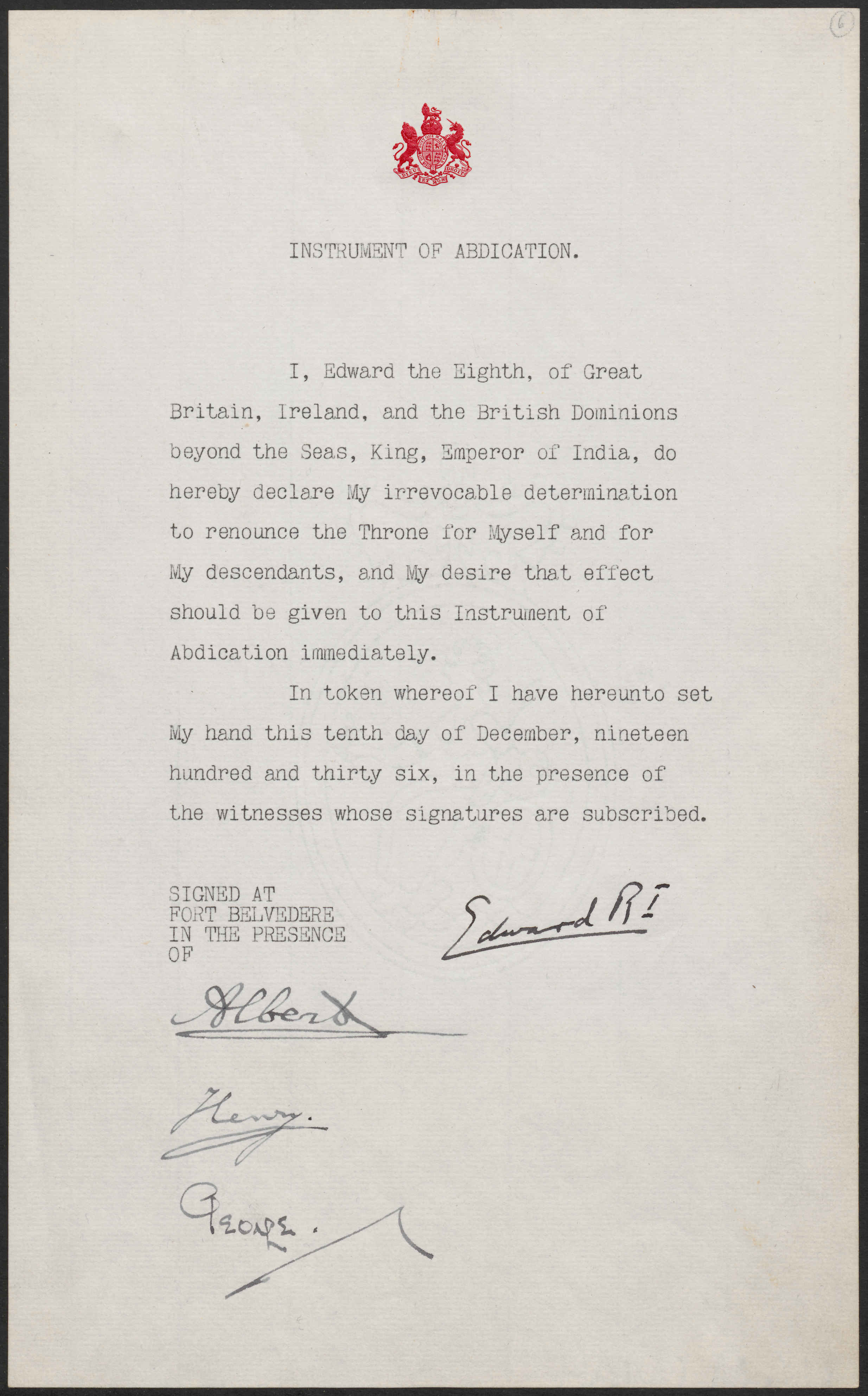
《退位詔書》

1936年，愛德華國王決定與美國名流华里丝·辛普森結婚，但因英國和各自治領政府反對，而最終選擇退位，並在同年12月10日簽署退位詔書，但當時仍未算退位。
鑑於英國沒有有關君主退位的法律條文，因此國會需要通過法案罷黜國王，而國王需要御准法案生效。而且，由於愛德華子嗣也不能繼承王位，因此《1772年王室婚姻法令》並不適用。
英國上下兩院在不經修訂下，於12月11日一日內通過本法令。下午1點52分，愛德華御准本法令並通知國會，法令正式生效，愛德華八世正式退位，其胞弟阿尔伯特即時繼位，翌日在倫敦聖詹姆士宮登基。
根據《1931年西敏法規》規定，英國君主其他領地的王位繼承順序必須統一，因此四個英聯邦王國（加拿大、澳大利亚、南非聯邦和新西兰）都先後請求英政府並批准本法令在當地成法。加拿大國會之後通過《1937年王位繼承法令》，與英國王位繼承維持一致。南非則通過《1937年國王愛德華八世陛下退位法令》，宣告愛德華的退位在1936年12月10日生效。當時澳洲和新西蘭因沒有採納《1931年西敏法規》而毋須就愛德華退位再行立法。爱尔兰自由邦在1922年從英國獨立後，成為大英帝国自治領，君主自此只剩部分外交權力；愛爾蘭自由邦議會通過《1936年行政權力（對外關係）法令》，承認佐治六世在1936年12月12日登基。
法令排除了爱德华八世子孙的王位继承权。事实上，爱德华八世至死也没有子嗣。

## 外部連結
- 1936年國王陛下退位宣言法令的立法時原始版本（官方文本由英國成文法資料庫提供）
- . . 英国下议院. 1936-12-12. 第2199–2221卷  [2020-10-12]. （原始内容存档于2018-03-25）. （页面存档备份，存于）
- . UK Parliament Parliamentary Archives.   [2020-10-12]. （原始内容存档于2020-10-18）.